# Valter Bonča
Valter Bonča (Ljubljana, 17 maart 1968) is een Sloveens voormalig professioneel wielrenner. Hij reed voor onder meer Amore & Vita, ZG Mobili, Glacial-Selle Italia en Perutnina Ptuj. 

## Carrière
Bonča was een goede tijdrijder en werd in 2000 Sloveens kampioen tijdrijden bij de elite. Daarnaast kon hij goed voor het eindklassement van etappekoersen gaan en won onder meer de Ronde van Oostenrijk (1989 en 1992) en de Ronde van Slovenië (1995).
Valter Bonča deed tweemaal mee aan de Olympische Spelen. Op de Spelen van 1988 (Seoel) deed hij namens Joegoslavië mee op zowel de individuele wegwedstrijd, als de ploegentijdrit. Op de individuele wegwedstrijd eindigde hij als 78e, het Joegoslavische team eindigde als 15e op de ploegentijdrit.
In 1992 deed Bonča namens Slovenië, dat sinds 1991 onafhankelijk was van Joegoslavië, mee aan de individuele wegwedstrijd. Hij eindigde wederom in de anonimiteit; als 63e.

## Belangrijkste overwinningen
1989
- Eindklassement Ronde van Oostenrijk

1992
- Eindklassement Ronde van Oostenrijk

1995
- Eindklassement Ronde van Slovenië

1998
- 3e etappe Ronde van Slovenië

2000
- Sloveens kampioen tijdrijden, Elite
- 5e etappe deel A Ronde van Saksen
- 3e etappe Ronde van Rhodos
- 4e etappe Ronde van Bohemen

2004
- 1e etappe An Post Rás
- Puntenklassement An Post Rás